# Klein Dölln (Schorfheide)
Klein Dölln ist ein Wohnplatz auf der Gemarkung von Groß Schönebeck der amtsfreien Gemeinde Schorfheide im Landkreis Barnim in Brandenburg.

## Geographie
Der Ort liegt 11 Kilometer nordnordöstlich von Groß Schönebeck und 17 Kilometer nordnordwestlich von Finowfurt, wo sich der Sitz der Gemeindeverwaltung befindet. Die kleine Ansiedlung ist sowohl die nördlichste des Ortsteiles Groß Schönebeck wie auch der Gemeinde Schorfheide und befindet sich unmittelbar östlich an der hier in Nord-Süd-Richtung verlaufenden Landesstraße 100.
Die Nachbarorte sind Bebersee im Norden, Döllnkrug und Wucker im Nordosten, Forst Joachimsthal im Osten, Lindhorst, Ausbau und Kienhorst im Südosten, Wildfang im Süden, Altlotzin und Döllner Heide im Südwesten, Birkenhof im Westen sowie Waldhaus und Klein Väter im Nordwesten.

## Geschichte

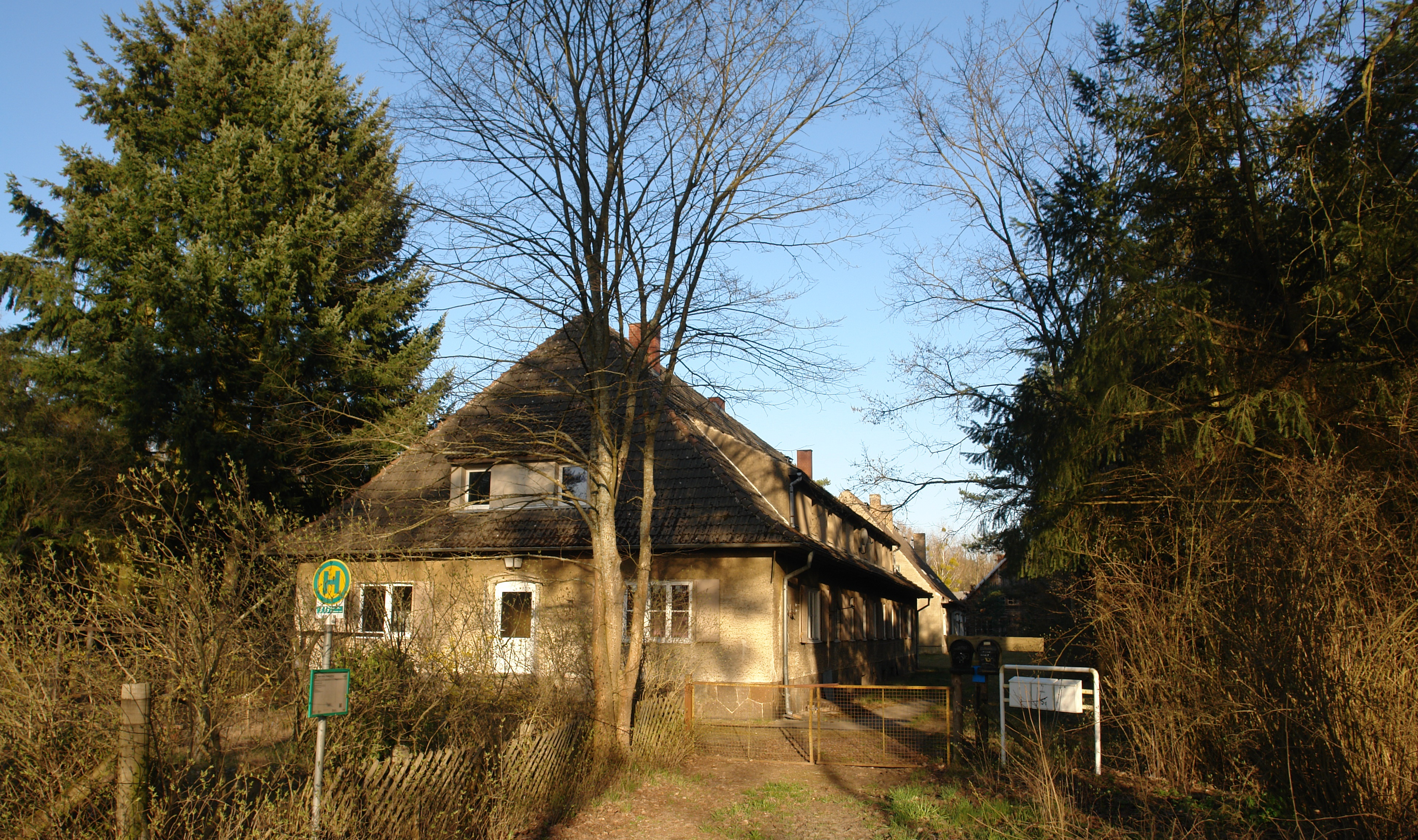
Forstsiedlung und Bushaltestelle

Verschiedene historische Karten verzeichnen von den heute hier befindlichen Gebäuden lediglich das hier noch immer vorhandene ehemalige Forsthaus und die dazugehörigen Nebengebäude. So beispielsweise die Topographische Karte des Deutschen Reiches im Maßstab 1:25.000 (1902–48), wo sich am Platz der heutigen Siedlung drei Gebäude finden, die mit dem Hinweis „F. H. Kleindölln“ versehen sind.
Neben dem alten Forsthaus entstand später eine Wohnsiedlung für Forstangestellte mit mehreren Mehrfamilienhäusern. Der Landesbetrieb Forst Brandenburg betreibt im Ortsbereich den Maschinenhof Döllnsee.
Klein Dölln war ein Wohnplatz der ehemaligen Gemeinde Groß Schönebeck und wurde durch deren Zusammenlegung mit Finowfurt am 26. Oktober 2003 ein Teil der neu geschaffenen Gemeinde Schorfheide.

## Rettungspunkt
Am Rande der Landesstraße 100, an der Einfahrt zum Maschinenhof Döllnsee, befindet sich der Rettungspunkt 1746, zu dem im Notfall ein Rettungsmittel angefordert werden kann.